# Franz Schönthaler
Franz Schönthaler, född den 22 januari 1821 i Neusiedl, död den 26 december 1904 i Gutenstein, var en österrikisk skulptör.
Han växte upp i fattigdom, kom till Wien 1840, arbetade hos bildhuggare och snickare där, i Prag och Paris, slog sig 1849 åter ned i Wien och gjorde sig småningom ett namn genom konstindustriella arbeten, möbler, bronsföremål och annat. Han inredde 1851 Palais Coburg und Harrach, utförde sedan dekorativa verk, såsom altare i gotik för protestantiska kyrkan i Kronstadt (idag Brașov), votivaltaret i Stefansdomen i Wien, ornamentala arbeten i träsnideri i museet för konst och industri, i Arsenalen och i flera palats i Wien.